# Centre-du-Québec
Centre-du-Québec es una región administrativa de la provincia canadiense de Quebec, situada en la margen sur del río San Lorenzo. La región está dividida en 5 municipios regionales de condado (MRC). Las ciudades principales son Drummondville, Victoriaville y Bécancour.
La región Centre-du-Québec está compuesta por 5 municipios regionales de condado y 82 entidades locales, incluyendo las dos comunidades abenakis de Odanak y Wôlinak .
MRC de Centre-du-Québec
| Código | MRC              | Superficie total (km²) | Superficie (agua) (km²) | Superficie (tierra) (km²) | Población 2014 | Densidad (hab/km²) | Modo de nombramiento del prefecto | Mun. | ERI | TNO | Loc. | Sede          | Otros municipios más poblados                             |
| ------ | ---------------- | ---------------------- | ----------------------- | ------------------------- | -------------- | ------------------ | --------------------------------- | ---- | --- | --- | ---- | ------------- | --------------------------------------------------------- |
| 320    | L'Érable         | 1302                   | 15                      | 1287                      | 23 852         | 18,5               | A                                 | 11   | -   | -   | 11   | Plessisville  | Princeville, Saint-Ferdinand                              |
| 380    | Bécancour        | 1234                   | 91                      | 1143                      | 20 704         | 18,1               | A                                 | 12   | 1   | -   | 13   | Bécancour     | -                                                         |
| 390    | Arthabaska       | 1910                   | 44                      | 1866                      | 71 271         | 38,2               | A                                 | 23   | -   | -   | 23   | Victoriaville | Warwick, Saint-Christophe-d'Arthabaska, Kingsey Falls     |
| 490    | Drummond         | 1626                   | 27                      | 1599                      | 101 826        | 63,7               | A                                 | 18   | -   | -   | 18   | Drummondville | Saint-Germain-de-Grantham, Saint-Cyrille-de-Wendover      |
| 500    | Nicolet-Yamaska  | 1189                   | 183                     | 1006                      | 23 423         | 23,3               | A                                 | 16   | 1   | -   | 17   | Nicolet       | Saint-Léonard-d'Aston, Pierreville, Saint-François-du-Lac |
| 17     | Centre-du-Québec | 7261                   | 360                     | 6901                      | 241 076        | 34,9               | ...                               | 80   | 2   | -   | 82   | Drummondville | Victoriaville, Bécancour, Nicolet, Plessisville           |

Mun. : Número de municipios; ERI : Establecimiento o reserva india; TNO : Territorio no organizado; Loc.: Entidades locales.  Modo de nombramiento del prefecto : A Para y entre los alcaldes de los municipios del MRC; E Elecciones generales; 

## Bois-Francs
- Centro de servicios escolares des Bois-Francs (Arthabaska y L'Érable)

### Municipios de  ==Arthabaska ==
Chester-Est • Chesterville • Daveluyville • Ham-Nord • Kingsey Falls • Maddington • Norbertville • Notre-Dame-de-Ham • Saint-Albert • Saint-Christophe-d'Arthabaska • Sainte-Anne-du-Sault • Sainte-Clotilde-de-Horton • Sainte-Élisabeth-de-Warwick • Sainte-Séraphine • Saint-Louis-de-Blandford • Saint-Norbert-d'Arthabaska • Saint-Rémi-de-Tingwick • Saint-Rosaire • Saint-Samuel • Saints-Martyrs-Canadiens • Saint-Valère • Tingwick • Victoriaville • Warwick

### Municipios de  ==L'Érable ==
Inverness • Laurierville • Lyster • Notre-Dame-de-Lourdes • Plessisville (V) • Plessisville (P) • Princeville • Sainte-Sophie-d'Halifax • Saint-Ferdinand • Saint-Pierre-Baptiste • Villeroy

### Circonscripciones electorales
Federales
- Richmond—Arthabaska : Alain Rayes (PCC)
- Mégantic—L'Érable : Luc Berthold (PCC)

Provincial
- Arthabaska : Éric Lefebvre (CAQ)

## Chênes
- Centro de servicios escolares des Chênes (Drummond)

### Municipios de  ==Drummond ==
- Drummondville

Durham-Sud • L'Avenir • Levebvre • Notre-Dame-du-Bon-Conseil (VL) • Notre-Dame-du-Bon-Conseil (P) • Saint-Bonaventure • Saint-Cyrille-de-Wendover • Sainte-Brigitte-des-Saults • Saint-Edmond-de-Grantham • Saint-Eugène • Saint-Félix-de-Kingsey • Saint-Germain-de-Grantham • Saint-Guillaume • Saint-Lucien • Saint-Majorique-de-Grantham • Saint-Pie-de-Guire • Wickham

### Circonscripciones electorales
- Federal; Drummond : Martin Champoux (BQ)

Provinciales
- Drummond–Bois-Francs : Sébastien Schneeberger (CAQ)
- Johnson : André Lamontagne (CAQ)

## Riveraine
- Centro de servicios escolares de la Riveraine (Nicolet-Yamaska y Bécancour)

### Municipios de  ==Nicolet-Yamaska ==
Aston-Jonction • Baie-du-Febvre • Grand-Saint-Esprit • La Visitation-de-Yamaska • Nicolet • Odanak • Pierreville • Saint-Célestin (VL) • Saint-Célestin (M) • Saint-Elphège • Sainte-Eulalie • Saint-François-du-Lac • Saint-Léonard-d'Aston • Sainte-Monique • Sainte-Perpétue • Saint-Wenceslas • Saint-Zéphirin-de-Courval

### Municipios de  ==Bécancour ==
Bécancour • Deschaillons-sur-Saint-Laurent • Fortierville • Lemieux • Manseau • Parisville • Sainte-Cécile-de-Lévrard • Sainte-Françoise • Sainte-Marie-de-Blandford • Saint-Pierre-les-Becquets • Sainte-Sophie-de-Lévrard • Saint-Sylvère • Wôliak

### Circonscripciones electorales
- fédéral: Bécancour—Nicolet—Saurel : Louis Plamondon (BQ)
- provincial: Nicolet-Bécancour : Donald Martel (CAQ)

M municipalité (municipalidad), P paroisse (parroquia), V ville (ciudad), VL village (pueblo)